# Izidor Kürschner
Izidor „Dori“ Kürschner (in Brasilien oft Kru(e)schner; * 29. Juni 1885 in Budapest; † 8. Dezember 1941 in Rio de Janeiro, Brasilien) war ein ungarischer Fußballspieler und -trainer.
Als Spieler hatte er mit MTK Budapest Erfolg und spielte für die Nationalmannschaft. Als Trainer reüssierte er in Deutschland mit dem 1. FC Nürnberg. Seine größten Erfolge hatte er jedoch in der Schweiz mit dem Grasshopper Club Zürich, mit dem er sieben Titel errang.
Die Trainertätigkeit von Kürschner in Rio de Janeiro brachte dem dortigen Fußball einen Innovationsschub, der entscheidend dazu beitrug, Brasilien als Weltmacht in diesem Sport zu etablieren.

## Spielerkarriere
Kürschner gehörte bereits mit 18 Jahren dem MTK Budapest an, mit dem er 1904 und 1908 die Meisterschaft und 1910, 1911 und 1912 den Vereinspokal gewann.
Er war ein auf der linken Seite agierender Defensivspieler, zum Teil auch Mittelläufer, der weniger durch seine Physis und Technik beeindruckte als durch sein geschicktes Stellungsspiel und seine Kopfballstärke. Sein Spiel zeichnete sich durch Simplizität und Entschlossenheit aus. Während seiner Vereinszugehörigkeit bestritt er fünf Länderspiele für die Nationalmannschaft.

## Trainerkarriere

### Von Ungarn nach Deutschland
Nach Beendigung seiner aktiven Zeit als Spieler übernahm er 1918 die Trainertätigkeit beim MTK Budapest.
Doch schon im Jahr darauf verschlug es ihn zu den Stuttgarter Kickers, mit denen er auf Anhieb die Kreismeisterschaft 1921 von Württemberg errang. In der Südgruppe der Endrunde zur süddeutschen Meisterschaft reichte es aber nur zum dritten und damit letzten Platz hinter dem 1. FC Pforzheim und dem FC Wacker München. In der Folgesaison wurden die Kickers nur Vizemeister von Württemberg hinter den Lokalrivalen vom SC 1900 Stuttgart.
Kürschner war damit frei, und zur Meisterschaftsendrunde 1921 suchte der 1. FC Nürnberg um seine Dienste an. Dabei wurde mit dem 5:0-Erfolg gegen Vorwärts 90 Berlin, einem der Vorgängervereine von Blau-Weiß 90 Berlin, die zweite Meisterschaft der Clubgeschichte eingefahren.
Nach diesem kurzfristigen Engagement wurde er für die kommende Spielzeit vom FC Bayern München als Nachfolger des großen Engländers – und vormaligen Meistertrainers der SpVgg Fürth – William Townley engagiert. Es reichte aber nur zum zweiten Platz hinter dem Lokalrivalen FC Wacker in der Südbayerischen Liga.
1921/22 verbrachte Kürschner als erster hauptamtlicher Trainer bei Eintracht Frankfurt. Mit nur einer Niederlage wurde die Eintracht überlegener Meister der Kreisliga Nordmain, Abteilung I. In den Finalspielen um die Kreismeisterschaft gegen den Meister der Abteilung II erwies sich Germania 94 Frankfurt allerdings als zu starker Gegner für die Mannschaft vom Riederwald. Anschließend betreute Kürschner die Eintracht noch auf einer Osterreise nach Hamburg und Hannover sowie Anfang Mai bei einem Turnier in Berlin. Danach wechselte er zum 1. FC Nürnberg, mit dem er die Endrundenspiele um die deutsche Meisterschaft bestritt. Bei der dritten Endspielteilnahme des 1. FC Nürnberg in Folge kam es im berühmten „Ewigkeitsfinale“ von 1922 gegen den Hamburger SV zu keiner Entscheidung.

### Große Erfolge in der Schweiz
In der Saison 1923/24 trainierte er den Erstligisten FC Nordstern Basel, dessen erster hauptamtlicher Trainer der Vereinsgeschichte er war. In der Meisterschaft belegte er hinter dem FC Zürich den zweiten Platz.

#### Olympisches Silber mit der Nationalmannschaft
1924 gehörte Kürschner neben Teddy Duckworth und Jimmy Hogan zu den Trainern, die in Regionalgruppen die Schweizer Nationalspieler auf das olympische Fußballturnier in Paris vorbereiteten. Unter der Leitung von Duckworth unterlagen die Eidgenossen bei den Olympischen Spielen in Paris erst im Finale gegen die Giganten jener Ära, der Nationalmannschaft aus Uruguay, in einem restlos überfüllten Stadion mit 0:3. Dies ist bis heute der größte Erfolg der Schweizer Fußballgeschichte.
Nach den Olympischen Spielen wurde Izidor Kürschner noch im selben Jahr kurzfristig der erste hauptamtliche Trainer von Schwarz-Weiß Essen. In jener Zeit besiegte Schwarz-Weiß in einem Privatspiel Kürschners Stammverein MTK Budapest mit 2:1.

#### Jahrzehnt der Triumphe mit den Grasshoppers
Von 1925 bis 1934 trainierte er den Grasshopper Club Zürich und gewann in dieser Zeit die Meisterschaft 1927, 1928 und 1931 sowie vier Pokalsiege; damit ist er der zweiterfolgreichste Trainer in der Geschichte des Traditionsvereines bis heute. Ihm folgte Karl Rappan, der Gründerväter der europäischen Clubwettbewerbe, nach und setzte die Erfolge bis 1948 fort.

### Wirken in Rio de Janeiro
Im März 1937 übernahm er als Nachfolger von Flávio Costa, der von September 1934 bis Januar 1937 als Spielertrainer tätig war, das Traineramt beim CR Flamengo bei dem in jenen Tagen der legendäre Stürmer Leônidas da Silva, genannt Der Gummimann, spielte.
Costa wurde Co-Trainer Kürschners und sollte ihn am Ende auch als Cheftrainer nachfolgen. Costa sollte danach nicht nur mit Flamengo eine beträchtliche Titelsammlung anhäufen, sondern auch mit den Ortsrivalen CR Vasco da Gama große Erfolge erzielen. Darüber hinaus führte er die brasilianische Nationalmannschaft zu ihrem weiland erst dritten Erfolg in der Copa América und letztendlich auch zur Vizeweltmeisterschaft von 1950. Flávio Costa gilt in Brasilien bis heute als einer der größten Trainer der ersten Hälfte des vorigen Jahrhunderts.
Izidor Kürschner propagierte in Brasilien einen defensiveren Stil und führte Dinge wie das Training ohne Ball ein. Am wichtigsten ist aber wohl, dass er das seit den 1920er Jahren in England gebräuchliche WM-System verbreitete. Zudem machte Kürschner im Verlauf der Vorbereitungen Brasiliens auf die Weltmeisterschaft 1938 – wo die Nationalmannschaft erstmals einen Platz unter den ersten vier erreichen sollte – die Verbandstrainer mit europäischer Fußball- und Trainingsmethodik vertraut.
Dori Kürschners Zeit bei Flamengo ging zu Ende, als am ersten Spieltag der Campeonato Carioca im September 1939 das Spiel gegen Vasco da Gama, das auch zur Einweihung des neuen Stadions von Flamengo, dem Estádio da Gávea, diente, mit 0:2 verloren ging. Dies löste eine Krise aus und Kürschner wurde umgehend entlassen.

#### Botafogo
Von 1939 bis 1940 war Kürschner bei Botafogo FR, einem Traditionsverein, der in jenen Jahren sein Quartier noch in der Nähe des Stadtteils Flamengo hatte. Danach war er noch beim Canto do Rio FC aus Niterói, auf der anderen Seite der Guanabara-Bucht, im Gespräch, nachdem sich der Verein professionalisierte und anschickte bei der Meisterschaft des Bundesdistrikts mitzuspielen. Izidor Kürschner starb am 8. Dezember 1941, im Alter von nur 56 Jahren in Rio de Janeiro an Herzversagen. Auf dem Friedhof São João Batista von Botafago fand er seine letzte Ruhestätte.

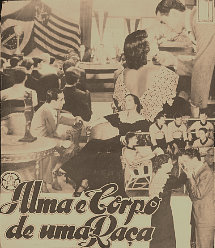
Filmplakat zu
„Alma e Corpo de uma Raça“
mit Flamengo-Fahne (1938)

## Sonstiges
Izidor Kürschner ist im 1938 gedrehten brasilianischen Film Alma e Corpo de uma Raça („Seele und Körper einer Rasse“) von Milton Rodrigues (1905–1972) zu sehen. In einer das reale Leben beschreibenden Szene tritt er im Rahmen eines Derbys zwischen Flamengo und Fluminense auf.